# Казе Ронке-Ванђелиста (Виченца)
Казе Ронке-Ванђелиста је насеље у Италији у округу Виченца, региону Венето.
Према процени из 2011. у насељу је живело 66 становника. Насеље се налази на надморској висини од 13 м.